# Bratři Zangakiové

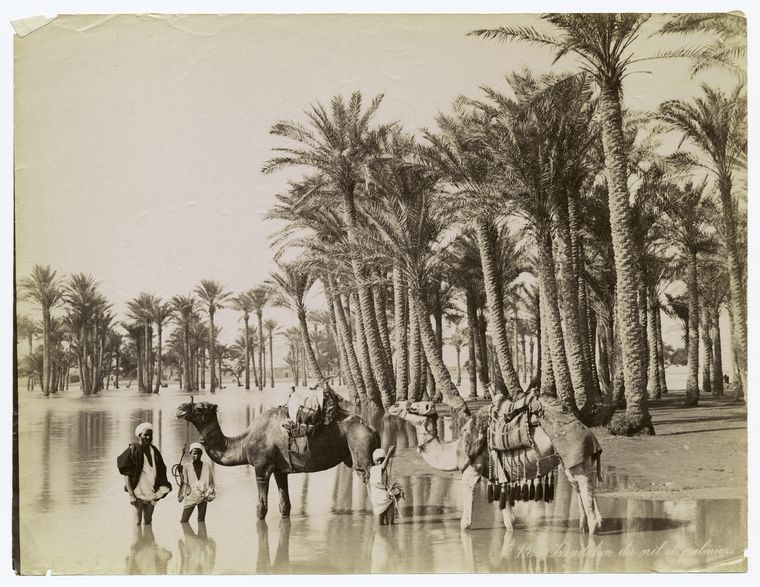
Adelphoi Zangaki: Záplavy na Nilu, ze sbírky New York Public Library, Photography Collection

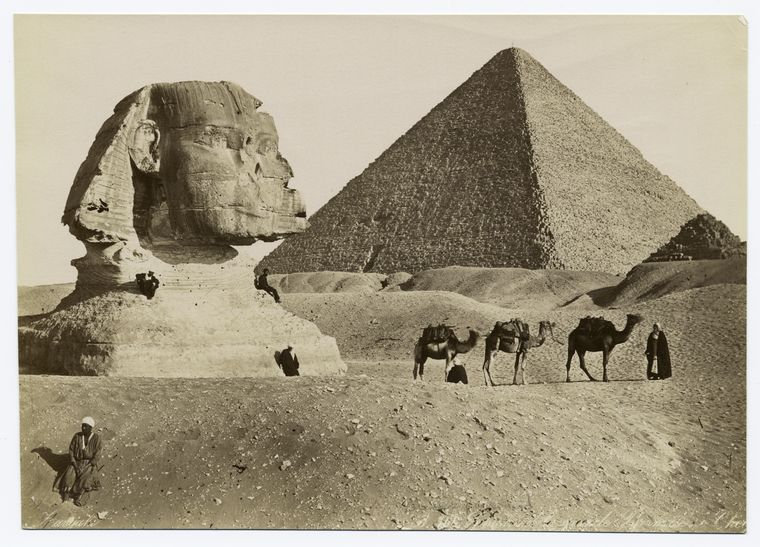
Velká sfinga v Gíze a Rachefova pyramida

Adelphoi Zangaki (George a Constantine Zangaki, bratři Zangakiové, aktivní v letech 1870-1890) byli dva řečtí fotografové, kteří se specializovali na fotografie historických nebo starověkých egyptských scén, které pak prodávali turistům jako pohlednice. Občas spolupracovali s fotografem Hippolytem Arnouxem z města Port Said.

## Dílo
O činnosti obou bratrů je toho známo velmi málo. Své fotografie označovali písmeny C. a G. a pracovali v Port Said a v Káhiře. Jejich fotografie z konce 19. století Egypta byly sice určené ke komerčnímu prodeji během tehdy prosperujícího turistického ruchu Evropanů do Egypta, ale v moderní době jsou velmi ceněné historiky a sběrateli pro jejich vhled do života tamních obyvatel. Snímky zahrnují pohledy na pyramidy (např. Cheopsovu pyramidu nebo Sfingu) a města (např. Suez nebo Alexandrie), stejně jako portréty Egypťanů a jejich každodenní život (např. učitel s žáky, muži u rozvodněného Nilu, nebo ženy v domácnosti).
Jsou známé tyto používané názvy:
- Adelphoi Zangaki
- C. & G. Zangaki
- C. & G. Zangaki Brothers
- C. and G. Zangaki
- C. and G. Zangaki Brothers
- Constantine Zangaki
- George and Constantine Zangaki
- George Zangaki
- Zangaki
- Zangaki frères

## Galerie

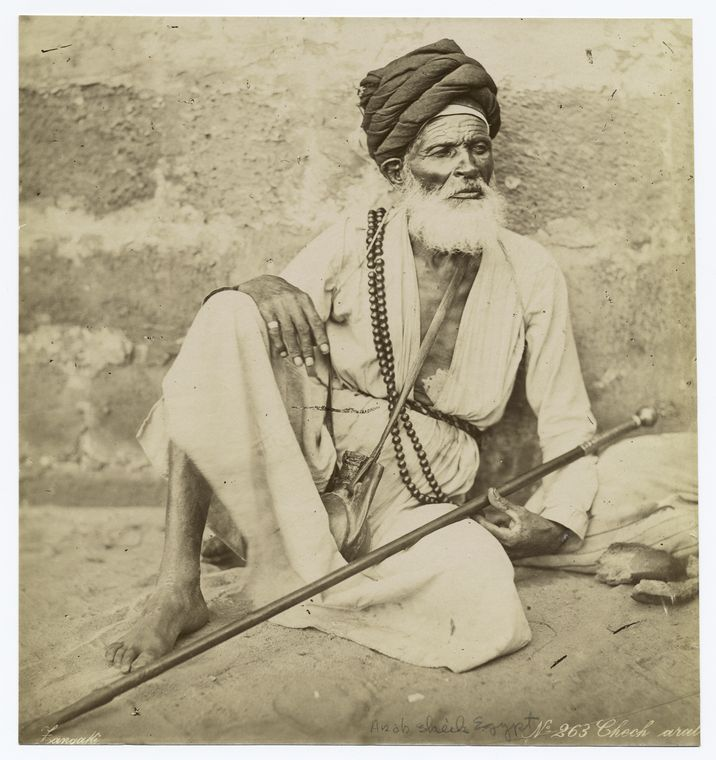
Arab, vlevo dole je značka fotografů
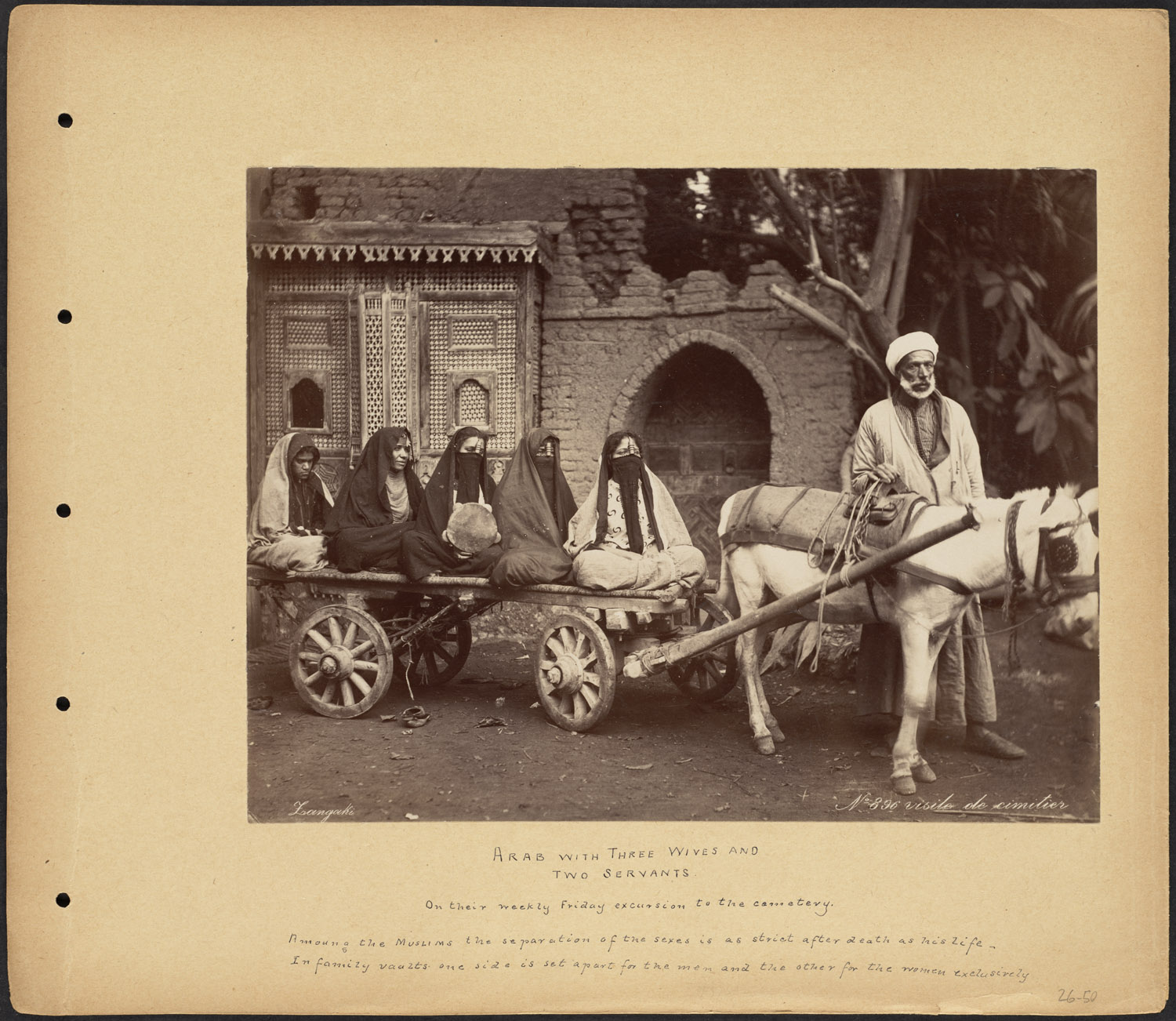
Arab se třemi ženami a dvěma sluhy
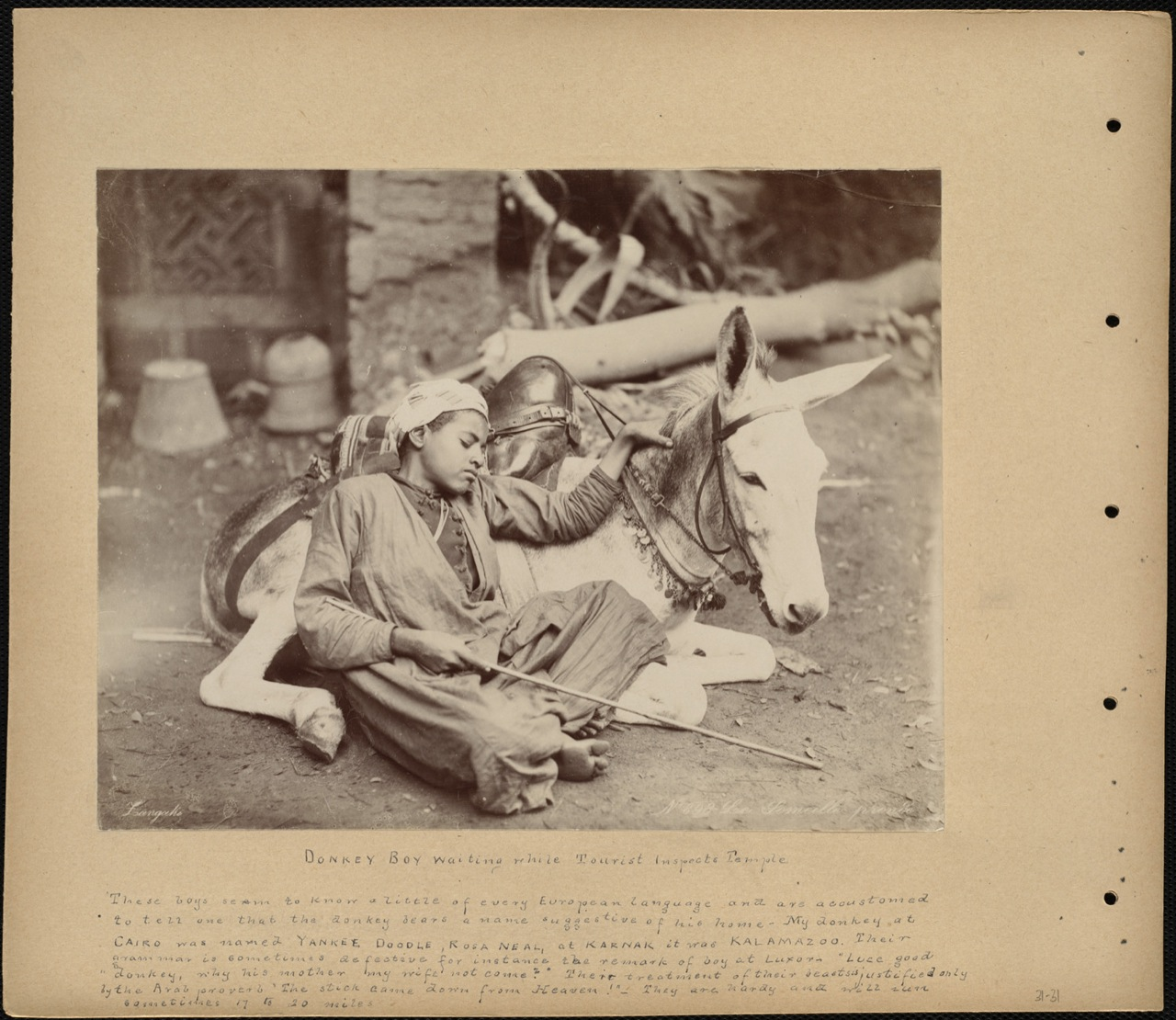
Chlapec s oslíkem čeká na turisty, kteří si prohlížejí chrám
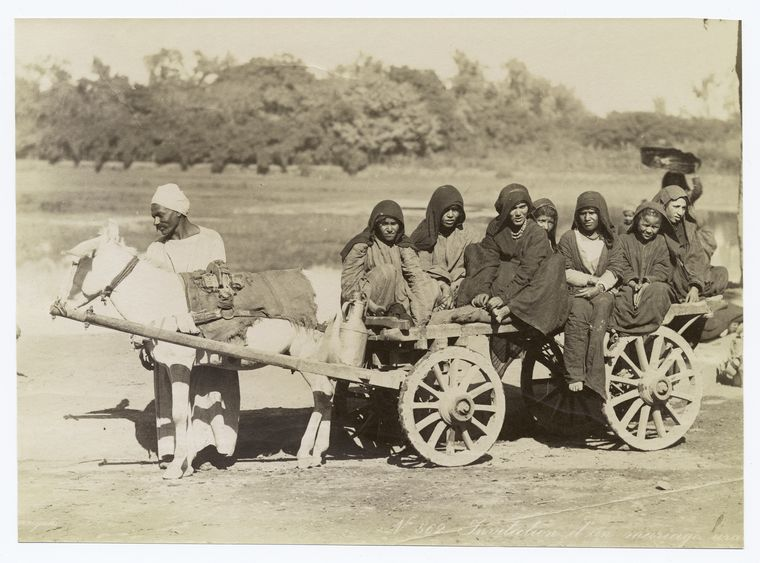
Pozvánka na arabskou svatbu
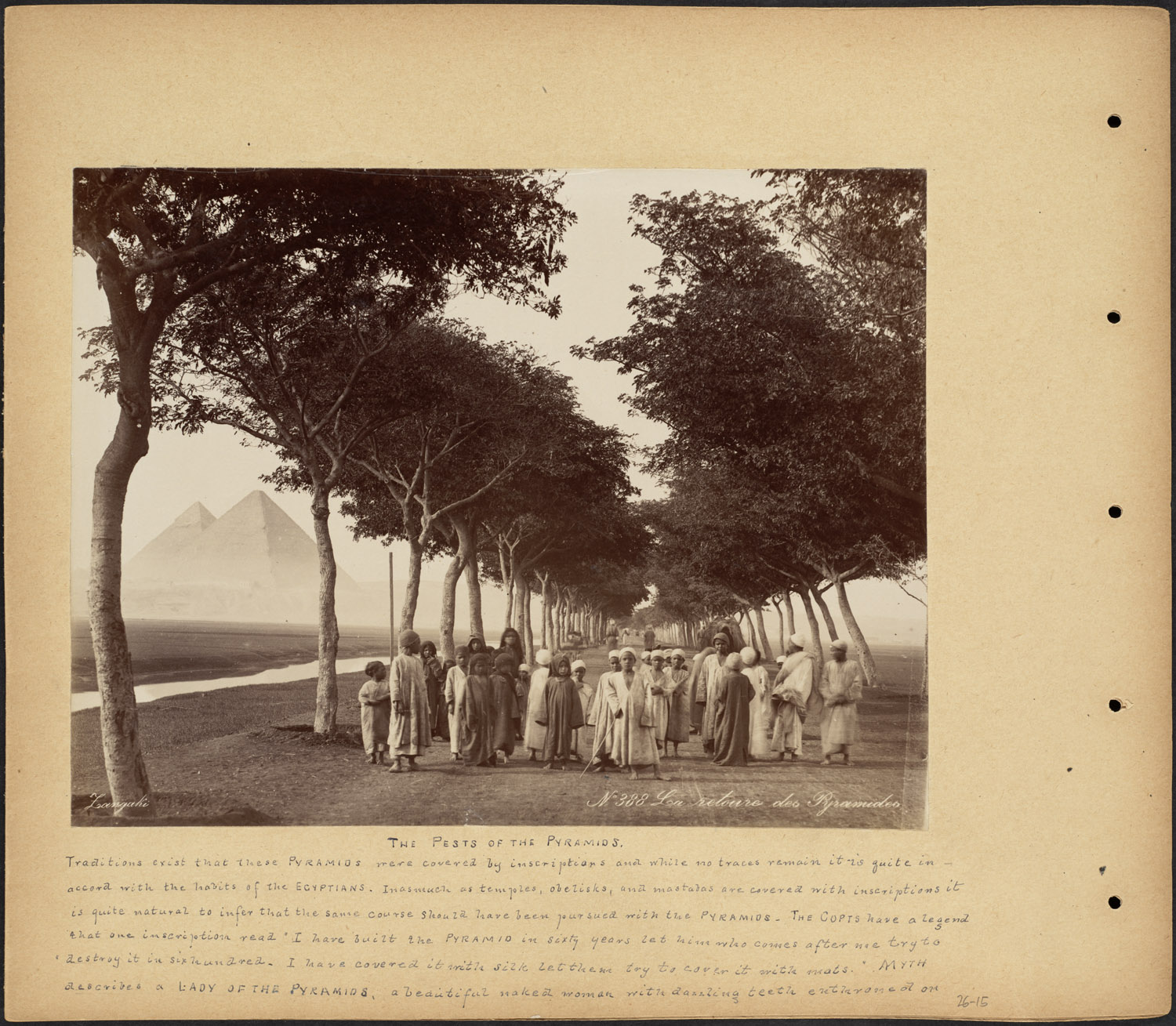
The Pests of the Pyramids, sbírka Boston Public Library
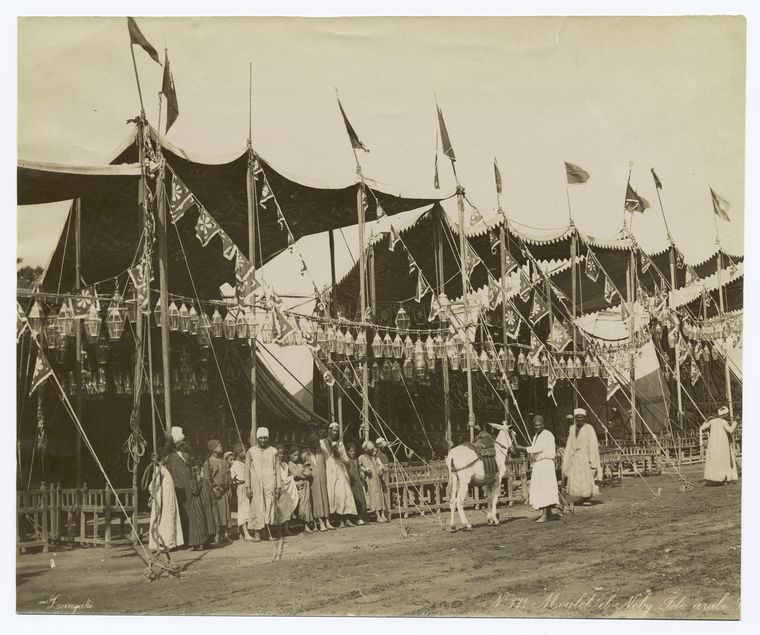
Arabský festival
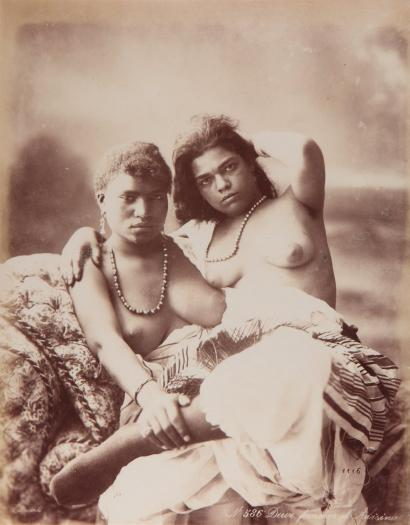
Akt, asi 1880